# Автоном Вифинский
Автоно́м (др.-греч. Αὐτόνομος; ? - 313) — епископ в городе Пренесте, христианский святой, почитаемый в лике священномучеников; пострадал в Вифинском селении Сореи (др.-греч. Σορεοί, Σύριοι).
Житие Автонома было составлено при императоре Юстине I на основании более ранних преданий. Согласно Житию Автоном был епископом в  Пренесте. Во время великого гонения при Диоклетиане он переселился в Вифинское селение Сореи. Здесь Автоном поселился у Корнилия, которого он крестил, а затем  поставил его во диакона. В этом селении Автоном построил церковь во имя архангела Михаила. После чего он покинул селение и занялся христианской миссионерской деятельностью в Ликаонии и Исаврии. После возвращения в селение Сореи Автоном рукоположил Корнилия в иерея. Император Диоклетиан прибыл в Никомедию, узнав об этом, Автоном удалился в Клавдиополь. Автоном вновь  возвращается в селение Сореи и рукополагает Корнилия во епископа. Автоном  обратил ко Христу жителей соседнего селения Лимны и разрушил языческий храм. Жрецы языческого храма разгневались и напали на Автонома с камнями и кольями во время литургии в храме  архангела Михаила. Те, кто служил вместе с Автономом, разбежались, самого же Автонома жрецы убили в алтаре. Во время правления императора Константина Великого Севериан построил на месте погребения Автонома часовню, часовня была разобрана около 430 года; через 60 лет мощи Автонома были найдены нетленными и в его честь была построена новая церковь. Храм архангела Михаила, который воздвиг Автоном в Вифинии, был перестроен при императоре Константине Багрянородном.